# Kolarić
 Kolarić  falu Horvátországban, Károlyváros megyében. Közigazgatásilag Vojnićhoz tartozik.

## Fekvése
Károlyvárostól 22 km-re délkeletre, községközpontjától 1 km-re nyugatra a Kordun területén fekszik.

## Története
Kolarić a környék legősibb településeinek egyike. Lakói nemesi kiváltságaikat még a 13. században IV. Bélától kapták. A középkorban a mai Vojnić területe is a nemesi közösséghez tartozott. A kisnemesi közösségi falvakhoz hasonlóan  itt is több nemes család lakott együtt. A falu lakói nem álltak földesúri hatalom alatt. A közigazgatás és az elsőfokú ítélkezést a nemes lakosok által választott testület hatáskörébe tartozott. A településen azonban nemcsak nemesek élhettek, hanem nemesi jogállású vagy nemesi telekre telepített jobbágyok is. A nemesi közösség mentes volt mindenféle közadótól, ügyeit a nemesek közgyűlése intézte. Ez választotta meg a falu elöljáróságát és a nemesi közösség vezetőjét, akit bírónak (iudex) neveztek. A török korban a sorozatos támadások hatására  lakossága nagyészt elmenekült. A 17. század végétől az elmenekült horvátok helyére a hódoltsági területekről nagy számú szerb érkezett. A katonai határőrvidék megszervezésekor annak részeként a szluini határőrezred parancsnoksága alá tartozott, majd 1881-től a Vojnići járás része volt. 1857-ben 318, 1910-ben 487 lakosa volt. Trianonig Modrus-Fiume vármegye Vojnići járásához tartozott. 1995-ben szerb lakosságának nagy része elmenekült, helyükre főként a boszniai területekről menekült horvát lakosság érkezett, akik mára már a lakosság többségét alkotják. 2011-ben a falunak 183 lakosa volt.

## Lakosság
| Lakosság változása | Lakosság változása | Lakosság változása | Lakosság változása | Lakosság változása | Lakosság változása | Lakosság változása | Lakosság változása | Lakosság változása | Lakosság változása | Lakosság változása | Lakosság változása | Lakosság változása | Lakosság változása | Lakosság változása | Lakosság változása |
| ------------------ | ------------------ | ------------------ | ------------------ | ------------------ | ------------------ | ------------------ | ------------------ | ------------------ | ------------------ | ------------------ | ------------------ | ------------------ | ------------------ | ------------------ | ------------------ |
| 1857               | 1869               | 1880               | 1890               | 1900               | 1910               | 1921               | 1931               | 1948               | 1953               | 1961               | 1971               | 1981               | 1991               | 2001               | 2011               |
| 318                | 326                | 335                | 370                | 450                | 487                | 431                | 506                | 305                | 269                | 234                | 217                | 218                | 250                | 229                | 183                |